# 광남고등학교 (경기)
광남고등학교는 대한민국 경기도 광주시 장지동에 있는 공립 고등학교이다.

## 학교 연혁
- 2008년 1월 15일 : 광남고등학교 설립 인가(30학급)
- 2009년 3월 1일 : 개교, 초대 안효식 교장 취임
- 2009년 3월 2일 : 제1회 입학식(421명)
- 2011년 3월 2일 : 선진형 교과교실제 운영 시행
- 2012년 2월 9일 : 제1회 졸업식(333명)
- 2015년 3월 1일 : 혁신학교 지정
- 2021년 9월 1일 : 조지연 교장 취임
- 2023년 12월 21일 : 제13회 졸업식(283명)
- 2024년 3월 4일 : 신입생 입학식(334명)

## 참고 자료
- 광남고등학교 - 한국교육학술정보원 학교알리미